# Gilling West
Pour les articles homonymes, voir Gilling (homonymie).
Gilling West est un village du Yorkshire du Nord, en Angleterre. Il est situé à environ 6 km au nord de la ville de Richmond. Administrativement, il forme la paroisse civile de Gilling with Hartforth and Sedbury avec le village voisin de Hartforth. Cette paroisse civile relève du district du Richmondshire.

## Toponymie
Gilling est un nom d'origine vieil-anglaise qui fait référence à un homme nommé Gythla ou Getla, avec le suffixe -ingas désignant la famille ou l'entourage de cet individu. Il est attesté pour la première fois dans l'Histoire ecclésiastique du peuple anglais de Bède le Vénérable, achevée en 731, sous la forme Ingetlingum. Dans le Domesday Book, compilé en 1086, le village est appelé Ghellinges. L'affixe West permet de le distinguer de Gilling East, un autre village du Yorkshire.

## Histoire
En 651, le roi du Deira Oswine est assassiné sur l'ordre de son rival Oswiu de Bernicie. La femme d'Oswiu, Eanflæd, exige de son mari qu'il fonde un monastère pour expier ce crime. Oswiu fonde ainsi l'abbaye de Gilling, dont les moines prient pour le salut de l'âme des deux rois.
Une épée du IXe siècle est découverte près du village en 1976. Cette épée de Gilling est exposée au Yorkshire Museum, à York.
Le Domesday Book indique que le manoir de Gilling fait partie en 1086 de l'« honneur de Richmond » détenu par le Breton Alain le Roux, un compagnon de Guillaume le Conquérant pendant la conquête normande de l'Angleterre.

## Démographie
Au recensement de 2011, la paroisse civile de Gilling with Hartforth and Sedbury comptait 534 habitants.
| 1801  | 1811  | 1821  | 1831  | 1841  | 1851  | 1881 |
| ----- | ----- | ----- | ----- | ----- | ----- | ---- |
| 1 091 | 1 117 | 1 191 | 1 163 | 1 254 | 1 299 | 872  |

| 1891 | 1901 | 1911 | 1921 | 1931 | 1951 | 1961 |
| ---- | ---- | ---- | ---- | ---- | ---- | ---- |
| 754  | 736  | 714  | 721  | 739  | 669  | 665  |

| 1971 | 1981 | 1991 | 2001 | 2011 | - | - |
| ---- | ---- | ---- | ---- | ---- | - | - |
| ?    | ?    | ?    | ?    | 534  | - | - |

## Culture locale et patrimoine
Le peintre paysagiste William Sawrey Gilpin (1762-1843), mort à Sedbury Hall, dans la maison de son cousin le révérend John Gilpin, y est enterré.